# Calostemma
Calostemma, rod lukovićastih geofita iz prodice zvanikovki dio tribusa Calostemmateae. Postoje tri vrste, sve su endemi iz Australije

## Vrste
1. Calostemma abdicatum P.J.Lang
2. Calostemma luteum Sims
3. Calostemma purpureum R.Br.